# Sparganothis unifasciana
Sparganothis unifasciana es una especie de polilla del género Sparganothis, categorizada en la tribu Sparganothini, de la subfamilia Tortricinae.

## Distribución
Se distribuye por América del Norte: en los Estados Unidos.

## Taxonomía
Fue descrita por Clemens en 1864.
Tratamiento taxonómico
La especie aparece registrada y publicada en Proc. ent. Soc. Philad. 3: 516.